# Havik (vogel)
De havik (Astur gentilis synoniem: Accipiter gentilis) is een roofvogel uit de familie van de havikachtigen (Accipitridae).  De havik is een middelgrote tot vrij grote vogel. Het is een vogel van bosgebieden in de arctische tot subtropische zones van Eurazië.

## Taxonomie

### AccipiterwordtAstur
De wetenschappelijke naam van de soort werd als Falco gentilis in 1758 gepubliceerd door Carl Linnaeus.
Het geslacht Astur werd in 1799 door de Franse natuurvorser Bernard Germain de Lacépède in gebruik genomen met de havik als typesoort. Daarna werd de havik lange tijd beschouwd als soort uit het geslacht Accipiter. Dit geslacht werd in 1760 door de Franse natuuronderzoeker Mathurin Jacques Brisson gebruikt voor de sperwer. Op grond van onder andere in 2024 gepubliceerd fylogenetisch onderzoek aan het DNA werd het genus Astur opnieuw in gebruik genomen (resurrected) voor een aantal voormalige Accipiter-soorten waaronder de havik. De naam Astur is Latijn en betekent "havik".

### De Amerikaanse (onder)soort
Diverse onderzoeken, onder andere de studie van de Nederlandse ornitholoog George Sangster, wijzen erop dat de Amerikaanse ondersoorten A. g. atricapillus, A. g. laingi en A. g. apache tezamen de aparte soort  Amerikaanse havik, Astur atricapillus vormen.

## Kenmerken
Een volwassen exemplaar kan een lengte hebben tussen 49 en 66 cm. Een havik heeft korte, brede vleugels en een lange, bijna rechthoekige staart. Een volwassen havik heeft een witte lijn boven het oog, een zwarte kruin en donkere veren in de oorstreek. Het verenkleed van een mannetje is bovenaan bruin en onderaan vaalwit met dunne grijze strepen. Het vrouwtje is veel groter met een bovenaan leigrijs verenkleed en onderaan grijs. Een jonge havik heeft boven een bruin verenkleed en is gestreept bruin onder. Bovendien is de witte oogstreep minder opvallend.
Een havik is een stille vogel. Slechts in de broedtijd kan men verschillende soorten gekekker horen. In Eurazië wordt de mannetjeshavik gemakkelijk verward met de sperwer (Accipiter nisus), maar de havik is iets groter en zwaarder, en heeft iets langere vleugels.

## Voedsel
De havik vangt middelgrote vogels en zoogdieren. Hoofdprooien in Nederland zijn postduif, houtduif, gaai en konijn. Ook eksters en kraaiachtigen worden verschalkt. In terrein met veel dekking jaagt de havik vanaf een zitplaats of in een lage vlucht om een prooi te verrassen. Daarbij kan de vogel op korte stukken een relatief grote snelheid (80 km/u) ontwikkelen. Haviken vangen hoofdzakelijk de soorten die in hun habitat talrijk voorkomen. Vaak is te zien hoe een havik net als een slechtvalk vanuit een hoge vlucht op een prooi duikt.

## Voortplanting
Een mannetje brengt een prooi aan bij het vrouwtje. Vermoedelijk om te tonen dat hij een goede jager is. Ze paren meerdere keren per dag en blijven doorgaans trouw aan elkaar. 
Een paartje haviken heeft vaak meerdere nesten in hun territorium, die van jaar tot jaar worden gewisseld om parasieten te vermijden, maar maakt toch gemakkelijk een nieuw nest. Dit nest, ook wel horst genoemd, wordt met dode takken gebouwd hoog in de boomkruin in een gaffelvormige tak, of aanleunend tegen de stam.
De havik legt een tot vijf blauwwitte eieren, meestal drie of vier. Tijdens het broeden ruien de mannetjes en vrouwtjes en vindt men gemakkelijk ruiveren onder het nest van, voornamelijk, het vrouwtje, doordat zij meer aan het nestgebied gebonden is. Het mannetje brengt prooien aan.
Havikjongen die klaar zijn om het nest te verlaten beginnen met vliegoefeningen. De ouders leggen dan prooien op de rand van het nest, waardoor de jongen fladderend naar de rand gaan. En ineens duiken ze spontaan van het nest als (bijna) volleerde vliegers. De havik heeft een karakteristiek vluchtpatroon: trage klap van de vleugels, trage klap en dan glijvlucht recht vooruit.
Ze blijven hun hele leven in hetzelfde territorium, maar de haviken uit noordelijke streken migreren zuidwaarts om te overwinteren.

## Verspreiding
De havik komt voornamelijk voor in bosgebieden in gematigde streken van Eurazië. Landbouwgronden worden echter vaak ook gebruikt om te jagen en hier en daar worden ze ook al in steden waargenomen.
Er worden zeven ondersoorten onderscheiden:
- Astur g. buteoides Menzbier, 1882: noordelijk Eurazië.
- A. g. albidus Menzbier, 1882: noordoostelijk Siberië.
- A. g. schvedowi Menzbier, 1882: van noordoostelijk Azië tot centraal China.
- A. g. fujiyamae Swann & Hartert, 1923: Japan.
- A. g. gentilis (Linnaeus, 1758): centraal en noordelijk Europa.
- A. g. marginatus (Piller & Mitterpacher, 1783): van Italië en de Balkan tot de Kaukasus en noordelijk Iran.
- A. g. arrigonii O. Kleinschmidt, 1903: Corsica en Sardinië.

## Status
De grootte van de populatie van de havik (sensu lato) is in 2020 geschat op 1,0-2,5 miljoen volwassen vogels. Op de Rode lijst van de IUCN heeft deze soort de status niet bedreigd.

## Jachttechniek
De havik zit doorgaans onbeweeglijk op een tak en wacht tot hij een prooi ziet.
Als hij een prooi gekozen heeft, duwt hij zich af en fladdert een paar keer met de vleugels. Met zijn vleugels bijna helemaal tegen zijn lichaam stort hij pijlsnel door bomen en struiken op zijn prooi af.